# Pixiv
Pixiv (ピクシブ, Pikushibu) é uma comunidade virtual japonesa para artistas. Foi lançada teste beta em 10 de setembro de 2007 por Takahiro Kamitani e Takanori Katagiri. A sede da Pixiv Inc. está localizada em Sendagaya, Shibuya, Tóquio, Japão. Em setembro de 2016, o site tinha mais de 20 milhões de membros, mais de 43 milhões de envios e recebeu mais de 3,7 bilhões de visualizações de página por mês.  O Pixiv tem como objetivo fornecer aos artistas um local para exibir suas obras de arte e obter feedback por meio de um sistema de classificação e feedback do usuário. Os trabalhos são organizados em uma estrutura de etiqueta estendida que é a coluna vertebral do site.

## História
A partir da ideia do programador Takahiro Kamitani, que é ele próprio um artista conhecido como Bakotsu no site, o Pixiv foi lançado em 10 de setembro de 2007 como um teste beta. Quando o número de usuários excedeu 10.000, apenas 19 dias após o lançamento, tornou-se difícil para Kamitani manter o Pixiv sozinho, o que o levou a criar a Crooc Inc. em 1 de outubro de 2007. O site passou por uma grande atualização em 18 de dezembro de 2007 em uma versão semelhante à versão atual do site. Embora o site estivesse originalmente disponível apenas em japonês, o chinês era o primeiro idioma adicional oferecido devido à tendência crescente de registrantes internacionais de Taiwan e da China; há também um número crescente de pessoas matriculadas nos Estados Unidos e na Coreia do Sul. Em 2009, uma versão em inglês foi considerada a mais baixa em termos de prioridade mas foi introduzida no início de 2011.  A internacionalização do site continuou com a adição do francês, coreano, russo e tailandês. Alguns países europeus com um alto número de visitas ao site, como Alemanha, Itália e França, também serão levados em consideração. A empresa de administração Crooc foi renomeada para Pixiv Inc. em 1 de novembro de 2008. O diretor-executivo da Pixiv Inc. é Takanori Katagiri.

## Características
Uma assinatura gratuita é necessária para navegar no site. O conceito principal do Pixiv é permitir que os usuários enviem as suas próprias ilustrações de arte, o que exclui a maioria das formas de fotografia; a criação literária também pode ser rendida. Os usuários podem participar de uma rede social na qual as contribuições podem ser avaliadas, comentários sobre ilustrações e etiquetas para cada entrada. Devido à flexibilidade das etiquetas, os usuários podem iniciar eventos de participação improvisada gerados pelo usuário nos quais os usuários enviam ilustrações relacionadas a um tópico comum específico. Cada usuário tem um Bulletin Board System pessoal onde outros usuários podem deixar mensagens. Pode-se também responder às imagens com outra imagem, chamada "resposta de imagem". O Pixiv se distingue do DeviantArt, seu homólogo ocidental mais conhecido, na medida em que autoriza a publicação de pornografia hardcore no site, embora os órgãos genitais sejam censurados para cumprir as leis japonesas de obscenidade. Imagens como estas ou outras imagens não são adequados para crianças, tais como imagens grotescas, são separados de outros conteúdos através de um filtro que pode ser ativado ou desativado através do perfil do usuário. A maioria das contribuições são fanart de animes, mangás e videogames, e obras de arte originais que se parecem com estas formas de arte. A política geral do site inclui a proteção da privacidade de todos os usuários do Pixiv, a proibição de publicar trabalhos de terceiros, a reimpressão de trabalhos de outras pessoas sem permissão e publicidade para negócios. O slogan atual é "É divertido desenhar!" mas as versões anteriores usavam uma tradução literal do slogan japonêsOekaki ga motto tanoshiku naru basho (お絵かきがもっと楽しくなる場所)楽しくなる場所  como "um lugar onde desenhar se torna mais agradável." Isso explica o subtítulo "Pixiv, a comunidade de artistas online, tem por objetivo de ser esse lugar".

### Eventos formais
Eventos oficiais são organizados periodicamente no Pixiv para reunir participação em eventos oficiais em torno de um tema comum de acordo com a época do ano; esses eventos giram em torno da arte final enviada pelo usuário. Ao longo do ano, ocorrem eventos sazonais, como links para feriados como Halloween, Natal, Ano Novo e Tanabata. Por um período específico, uma seção do site é dedicada a esses envios sazonais, e alguns aspectos do site, como o design do logotipo e o sistema de classificação por estrelas, são modificados; Por exemplo, as estrelas são abóboras na festa de Halloween. Após o evento de Tanabata, em meados de 2008, os prêmios são oferecidos pelos patrocinadores ou pelo próprio Pixiv aos participantes do evento cuja arte se mostra popular na comunidade. Além dos eventos sazonais, os patrocinadores também podem trabalhar com o Pixiv em eventos de relações públicas, oferecendo novamente prêmios aos usuários que apresentam as obras mais populares. O Pixiv organizou um evento chamado "Doodle4Pixiv", um evento inspirado no concurso Doodle4Google do Google, no qual os membros participantes pegam o logotipo do Pixiv e o modificam de alguma forma.
Antes da convenção Comiket 73 de dezembro de 2007, os usuários haviam criado um "catálogo Pixiv Edition C73" no site usando as etiquetas nas imagens. Depois disso, o Pixiv começou a criar uma seção do site para os membros participantes do Comiket. Comiket 74 em agosto de 2008. Isso permite que os usuários pesquisem em um catálogo por círculos dōjin e por nome de usuário, o que também inclui informações sobre a localização do círculo de um usuário no centro de convenções. Da mesma forma, devido ao alto nível de contribuições de arte de fãs do Touhou Project para o site (aproximadamente 3,9% do total de envios), o Pixiv também produz um catálogo semelhante para a convenção anual da Reitaisai.

## Tratos

### Página inicial
Quando a página inicial do Pixiv é exibida quando não está conectada, uma seleção aleatória das contribuições mais recentes e com a classificação mais alta para o site é visualizada como miniaturas. Um conjunto de etiquetas dos envios mais recentes é apresentado em uma nuvem de etiquetas sob as ilustrações. Uma vez conectado, seis das ilustrações mais recentes aparecem na parte superior da tela e várias das três principais classificações incluem: diariamente, popular entre homens, iniciante e original para ilustrações, bem como uma classificação diária para contribuições por escrito. Outras classificações que não aparecem na primeira página incluem resultados semanais, mensais e populares entre as mulheres. São exibidas nuvens de etiquetas, além de eventos oficiais e novas ilustrações de artistas favoritos. Uma seleção aleatória dos artistas favoritos do usuário, com links para suas páginas de usuário, pode ser visualizada na imagem de perfil do usuário, à esquerda. Dois usuários têm a oportunidade de visualizar suas classificações anteriores e os comentários deixados nas imagens. Um link para acessar a versão adulta da página inicial também está disponível, se ativado.

### Páginas do usuário
Na página de usuário do usuário, três dos envios mais recentes do usuário são visualizados como miniaturas, bem como mais recentemente do usuário de imagens de marca-páginas, e as muitas respostas da imagem mais recente do usuário que respondeu aos comentários de outro usuário. Está disponível uma seleção de usuários de artistas favoritos, com links para a lista completa de artistas divididos entre "usuários favoritos" e "minhas opções". Está disponível um pequeno perfil detalhando as informações básicas do artista, como apelido, data de nascimento, sexo e local de residência, além de uma breve apresentação pessoal. Um perfil adicional detalhando a área de trabalho de um artista também está disponível. Cada usuário tem uma imagem de perfil usada para distinguir o artista que aparece acima do nome de usuário na página do usuário. Cada usuário recebe um BBS pessoal simples no qual o usuário, ou qualquer outra pessoa, pode escrever comentários com um limite de 140 caracteres. Somente as 60 entradas mais recentes podem ser visualizadas.

### Submissões
Um usuário pode enviar um número ilimitado de imagens, mas deve esperar cinco minutos entre os envios. Ao procurar contribuições, o número de usuários que marcaram uma determinada imagem aparece sob a miniatura como "# users" em azul e o número de usuários que responderam a uma determinada imagem também aparece na miniatura. vinheta no formato "# res" em vermelho. Se uma imagem enviada exceder 600 x 600 pixels, ela aparecerá na página da imagem como uma imagem de 600 pixels e abrirá uma nova janela ou uma nova guia do navegador que contém a imagem inteira. É possível que um usuário avalie cada lance uma vez a cada período de 24 horas com uma escala de ícone em forma de estrela de um a dez (do maior para o menor). O número de vezes que uma imagem foi avaliada, a pontuação total e o número de visualizações de uma imagem são exibidos acima das estrelas. Um resumo da imagem escrita pelo artista aparece acima da imagem com seu título.
É possível fazer um breve comentário sobre uma imagem com um limite de 140 caracteres; os 20 comentários mais recentes são publicados e é possível que um usuário exclua seus próprios comentários. Um conjunto de etiquetas é anexado a cada imagem e pode ser editado por qualquer usuário do Pixiv, e qualquer etiqueta pode ser adicionada, mesmo etiquetas muito específicas contendo frases completas; No entanto, apenas dez etiquetas por imagem são permitidas. Se um envio recebeu uma resposta de imagem, as cinco respostas mais recentes são exibidas como miniaturas abaixo da linha de entrada do comentário, com um link para a lista completa de respostas de imagem. As visões gerais de lances podem ser integradas a outros sites, como blogs, que apontam para a página de imagem no Pixiv.

### Etiquetas
As etiquetas são uma característica importante de Pixiv usado para imagens de grupo em temas e assuntos comuns. Embora cada imagem tenha apenas dez etiquetas, o artista que postou uma determinada imagem pode escolher quais etiquetas bloquear ou desbloquear; se um determinado rótulo estiver desbloqueado, qualquer usuário poderá removê-lo ou modificá-lo. Qualquer usuário pode adicionar etiquetas adicionais e é possível denunciar qualquer etiqueta desagradável ou difamatória. Uma seção do site contém uma lista de 5000 etiquetas mais usados no site, com as etiquetas mais usadas acima; as duas etiquetas mais usadas são "Touhou" e "original", com mais de um milhão de envios cada. Outra seção do site mostra o número de usuários que têm imagens com etiquetas comuns. por exemplo, a etiqueta "original" é a mais usada pelos usuários. Existem opções avançadas de pesquisa para pesquisar imagens por tamanho, proporção e ferramentas utilizadas.

### Favoritos
É possível colocar em marca-páginas as imagens favoritas e de as tornar facilmente visualizáveis na página de usuário do usuário. Os indicadores são organizados por etiquetas e um breve comentário sobre a imagem pode ser adicionado pelo indicador. O número de imagens que um marcador pode ser armazenado é ilimitado e as imagens são listadas em ordem crescente, mais recentes ou mais antigas. Imagens marcadas por um usuário são acessíveis a qualquer usuário. Um usuário pode adicionar outros usuários aos seus "usuários favoritos", sejam eles públicos ou privados, e são listados pelos adicionados mais recentemente. Um usuário pode adicionar seus amigos em "my picks" (ou "my Pixiv"), que aparece em uma lista pública organizada de acordo com a ordem em que os membros ingressaram no Pixiv, começando pelos primeiros.

### Pixiv Premium
Lançado em 1 de abril de 2009, os usuários podem pagar uma taxa de 525 ienes por mês por uma conta atualizada chamada Pixiv Premium. Os usuários com contas premium desfrutam de vários privilégios especiais, como experimentar novos serviços antes de outros membros, classificar os resultados da pesquisa de popularidade e obter tratamento preferencial em eventos organizados por meio de o site.
Os usuários premium recebem 2.000 Pixiv Points (abreviados pp) por mês, que eles dão a outras pessoas de que gostam e suportam através de um botão "goodP" visível na página do usuário de cada usuário. É possível enviar entre 10 e 500 pontos por vez. Um terceiro não relacionado à troca de pontos entre dois usuários não será informado de que os pontos foram trocados; eles são concebidos como um recurso particular entre dois usuários para expressar sua gratidão. Se os pontos ganhos durante um período de 30 dias não forem utilizados dentro de um ano, eles expiram. Está previsto usar os pontos para trocá-los por produtos Pixiv originais.

### Comunidade de eventos
Os membros premium podem usar a parte da comunidade de eventos do site, que permite aos usuários organizar eventos externos. Somente usuários Premium podem organizar eventos, mas qualquer membro do Pixiv pode visualizar eventos em um calendário público e qualquer membro pode participar de qualquer um dos eventos. Todos os eventos são para membros do Pixiv que se reúnem offline como parte de eventos organizados pelo usuário para apresentar arte, dōjinshi ou qualquer outro elemento relacionado ao Pixiv. Os eventos podem ser agendados apenas com três meses de antecedência e cada membro premium pode organizar apenas um evento por vez, embora eles possam participar do número desejado de desejos. Somente eventos relacionados ao Pixiv podem ser organizados na comunidade do evento e, se um evento considerado inadequado, é excluído. Até três pessoas podem ser co-gestionárias no Pixiv para um evento.

### Outros
O recurso de pesquisa no site permite ao usuário pesquisar imagens por meio de suas etiquetas, títulos e legendas. Está disponível uma função de busca aleatória de etiquetas, que exclui imagens para adultos, onde um conjunto de quarenta imagens é exibido como miniaturas. Os usuários podem ser encontrados através de um recurso de pesquisa específico que procura correspondências com perfis de usuário. É possível enviar uma mensagem para outros usuários com um limite de 10 a 10 000 caracteres. Está disponível uma versão para telefone celular do site, chamada Pixiv Mobile ou Pikumoba (ピクモバ) como abreviado.

## Feiras

### Pixiv Festa
Entre 27 de fevereiro e 1 de março de 2009, Pixiv realizou sua primeira convenção, Pixiv Festa, na galeria East Design Festa, em Omotesandō, Tóquio, Japão. O evento consistiu em várias exposições de 145 artistas diferentes. Os participantes podem interagir livremente com exposições de arte de três maneiras: classificando uma estrela, comentando uma imagem ou alterando as etiquetas de uma entrada para outra. Os participantes receberam um conjunto de adesivos de estrelas douradas que eles poderiam colocar sob qualquer obra de arte, mostrando sua satisfação ou ausência por não colocar nenhuma estrela. Cada uma das obras de arte foi adornada com um livro de comentários no qual as pessoas podiam escrever o que queriam, criticando-as. Finalmente, os participantes receberam um conjunto de etiquetas em branco nas quais podiam escrever o que quisessem e colá-las em uma determinada obra de arte; cada obra de arte tinha dez pontos para colocar etiquetas.
Outras atrações incluem uma área onde os participantes podem filmar obras de arte e obter comentários de outras pessoas, e uma "Pixiv Zone" no segundo andar que continha uma exposição que descreve os anos de história de Pixiv. Cada participante também recebeu uma folha de questionário sobre as perguntas do Pixiv cujas respostas estavam na área do Pixiv. Aqueles que responderam ao questionário e responderam a pelo menos vinte e cinco das trinta perguntas receberão presentes especiais enquanto durarem os estoques. A segunda convenção da Pixiv Festa foi realizada no mesmo local, de 11 a 12 de julho de 2009. Para a terceira Pixiv Festa realizada de 12 a 13 de junho de 2010, as duas galerias East e West Design Festa foram usadas para a convenção. A quarta Pixiv Festa ocorreu de 16 a 17 de outubro de 2010.

### Pixiv Market
A Pixiv organizou um evento chamado Pixiv Market em 15 de novembro de 2009 no Tokyo Big Sight em Ariake, Tóquio, Japão. O evento foi semelhante ao Comiket, onde os participantes puderam vender e distribuir suas obras de arte, como obras de arte únicas ou como todo o dōjinshi. O período de candidatura para os membros do Pixiv Premium foi de 31 de julho a 12 de agosto de 2009 e o dos membros regulares do Pixiv, de 25 de agosto a 10 de setembro de 2009. Cerca de 200 stands foram montados para o evento.

## Serviços e mídia adicionais
Além do site Pixiv, a Pixiv Inc. começou a desenvolver a ideia de estender o Pixiv além dos limites de seu site, permitindo o uso da conta Pixiv de um usuário para outros serviços periféricos. Em outubro de 2008, a Pixiv Inc. lançou um fórum na Internet oekaki chamado Drawr, acessível a todos os usuários com uma conta Pixiv. O site usa um sistema Flash para permitir que os usuários desenhem trabalhos por meio de um aplicativo da web. Outros usuários podem enviar respostas da arte a qualquer obra de arte; não há interface para inserir texto. Ao contrário do Pixiv, não há função de pesquisa porque não há etiquetas disponíveis e não é necessário registrar-se ou conectar-se ao Drawr para navegar pelas entradas. No Drawr, os usuários podem criar threads onde os usuários enviam ilustrações sobre um tema comum ou podem adicionar à imagem que iniciou o thread.
Em colaboração com o Twitter, a Pixiv Inc. lançou um serviço da Web em julho de 2009 chamado DrawTwit, que qualquer pessoa com uma conta no Twitter pode usar e permite que os usuários desenhem ilustrações e as publiquem no Twitter. Outros usuários podem comentar os trabalhos escrevendo um limite de 110 caracteres ou desenhando uma resposta de imagem com um limite de pincelada de 140 (semelhante ao limite do Twitter de 140 caracteres por tweet). O DrawTwit era originalmente um serviço temporário disponível durante a manutenção do site da Pixiv em 16 de julho de 2009, mas o serviço se mostrou popular o suficiente para se transformar em uma entidade separada. Em colaboração com a Livedoor, um serviço de blog chamado Pixiv Blog foi lançado em 23 de abril de 2009, que qualquer pessoa com uma conta Pixiv pode usar. Uma wiki Pixiv chamada Pixiv Encyclopedia foi lançado em 10 de novembro de 2009 para indexar e definir mais de 1,6 milhão de etiquetas diferentes usadas no Pixiv, que podem ser usadas por qualquer pessoa com uma conta Pixiv. Uma versão em inglês da enciclopédia e uma conta oficial em inglês no Twitter foram criadas em maio de 2011. Um serviço de bate-papo oekaki chamado Pixiv Chat foi lançado em 15 de dezembro de 2009 para permitir que os usuários desenhem arte oekaki em um sala de discussão.
Em colaboração com a Enterbrain, a Pixiv começou a produzir uma revista online chamada Pixiv Tsūshin (ピクシブ通信, Pixiv News) em 20 de abril de 2009. A revista contém informações sobre a comunidade Pixiv e informações úteis para seus usuários. Isso inclui artigos de notícias sobre as últimas notícias do Pixiv, como fazer artigos, entrevistas com artistas populares no site e colunas, incluindo outras coisas. Além disso, a revista cobre as atividades proativas dos artistas no site relacionado ao site, como a realização de exposições de arte. Também em colaboração com a Enterbrain, uma revista intitulada Quarterly Pixiv, cuja publicação é semelhante à de Pixiv Tsūshin, começará a ser publicada em 28 de maio de 2010.
O Pixiv também lançou Pawoo, uma instância da rede descentralizada de mídia social Mastodon, para sua comunidade de artistas. Pawoo Music, outra instância da Mastodon especializada em serviços de música, também foi lançada. Em julho de 2019, o Pixiv anunciou que iria parar o Pawoo Music em 31 de agosto e encerrar o suporte ao aplicativo móvel Mastodon do Pawoo. A instância do Pawoo continuaria funcionando.